# Parti national républicain (Espagne)
Pour les articles homonymes, voir Parti national républicain.
Le Parti national républicain (en espagnol : Partido Nacional Republicano, PNR) est un parti politique espagnol, fondé par Felipe Sánchez-Román en 1934. Il fut dissous au début de la guerre civile en 1936.